# Ruth Snellman

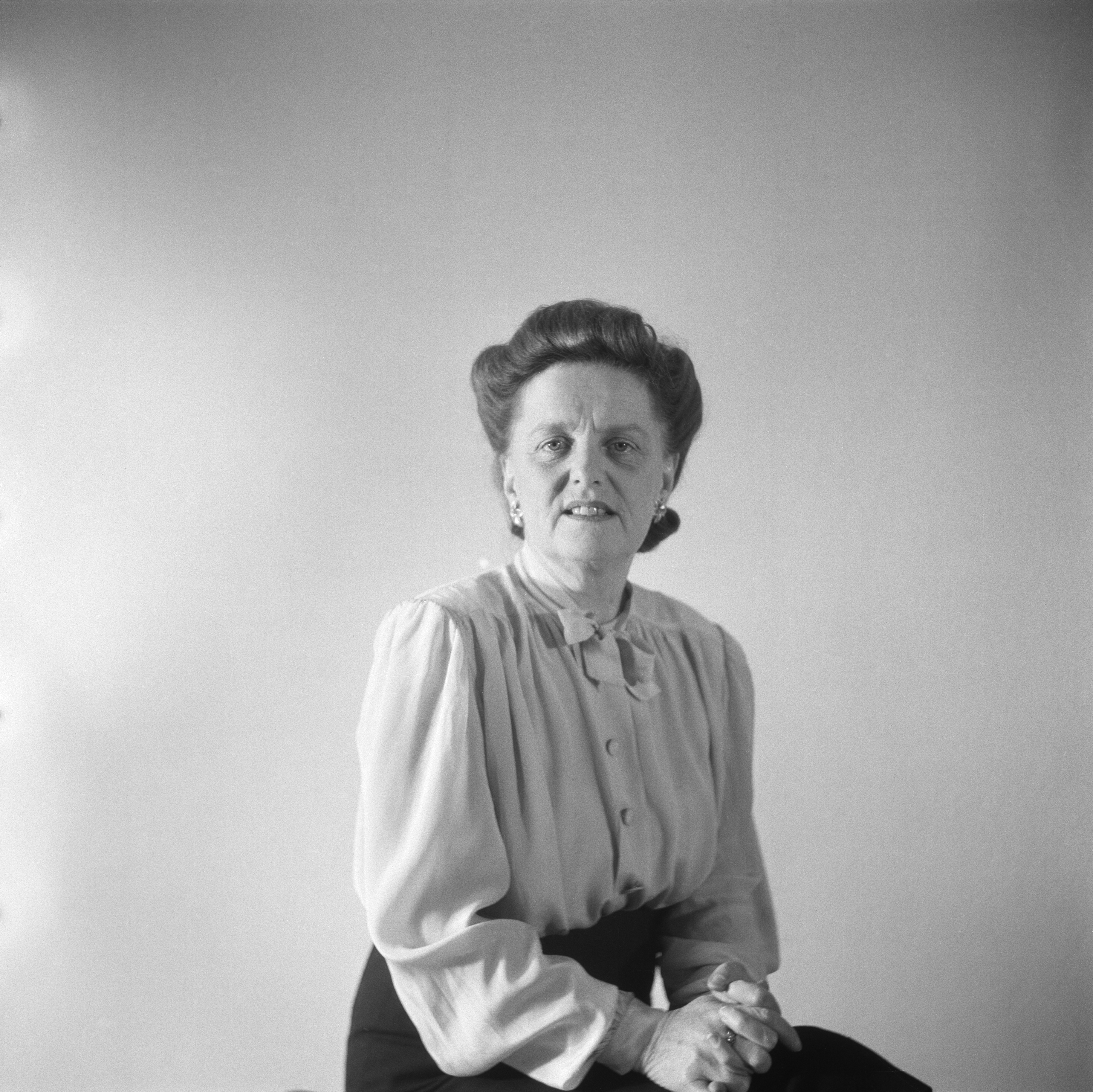
Ruth Snellman en los años 1940

Ruth Snellman (23 de noviembre de 1894 – 22 de junio de 1976) fue una actriz teatral y cinematográfica finlandesa. 

## Biografía
Su verdadero nombre era Ruth Sibelius, y nació en Helsinki, Finlandia, siendo su padre  el compositor Jean Sibelius. Ruth Snellman pasó en su juventud tiempo en Ainola, la casa de su padre, pero en 1908 fue a Helsinki para cursar estudios en la Escuela conjunta finlandesa de dicha ciudad (Suomalainen yhteiskoulu). En 1912, aunque no había completado sus estudios, su padre le permitió acudir a la escuela teatral, debutando al siguiente año en el Teatro Nacional de Finlandia con la obra de Minna Canth Papin tytär. La actriz permaneció vinculada a dicho teatro durante casi medio siglo.
Por su trayectoria artística, en el año 1951 fue galardonada con la Medalla Pro Finlandia. En su vertiente cinematográfica, obtuvo en 1963 el Premio Jussi a la mejor actriz por su trabajo en la película Ihana seikkailu.
Trabajaba en el ambiente teatral cuando conoció a su futuro esposo, el director y actor Jussi Snellman, quince años mayor que ella. Se casaron en 1916, mudándose la actriz a Helsinki, aunque seguía manteniendo estrecho contacto con Ainola. Permanecieron unidos hasta la muerte de Jussi Snellman en el año 1969. Tuvieron dos hijos: Erkki Virkkunen (1917–2013) y Laura Enckell (nacida en 1919). El periodista Janne Virkkunen, exeditor jefe de Helsingin Sanomat, es su nieto.
Ruth Snellman falleció en Helsinki en el año 1976.

## Filmografía
- 1921 : Se parhaiten nauraa, joka viimeksi nauraa
- 1936 : Vaimoke
- 1938 : Markan tähden
- 1940 : Poikani pääkonsuli
- 1942 : Oi, aika vanha, kultainen...!
- 1944 : Kartanon naiset
- 1946 : Nuoruus sumussa
- 1948 : Sankari kuin sankari
- 1962 : Ihana seikkailu